# 桑氏突吻魚
桑氏突吻魚（学名：Varicorhinus sandersi）为輻鰭魚綱鯉形目鲤科的其中一種，分布於非洲喀麥隆南部到Chiloango河流域，體長可達37公分。

## 扩展阅读
維基物種上的相關：桑氏突吻魚